# 馬阿洛特塔希哈

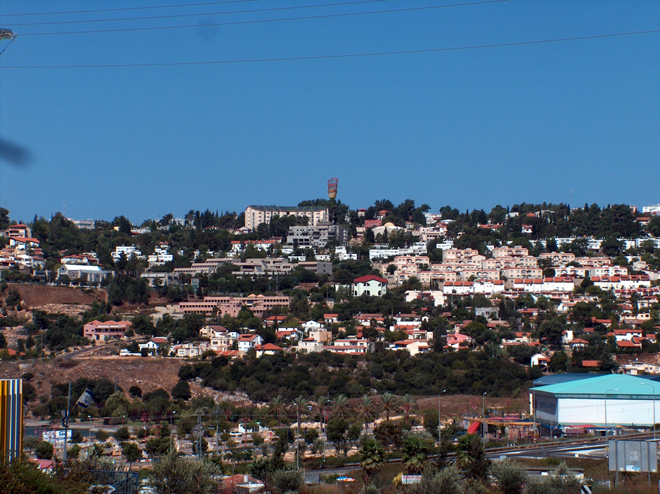

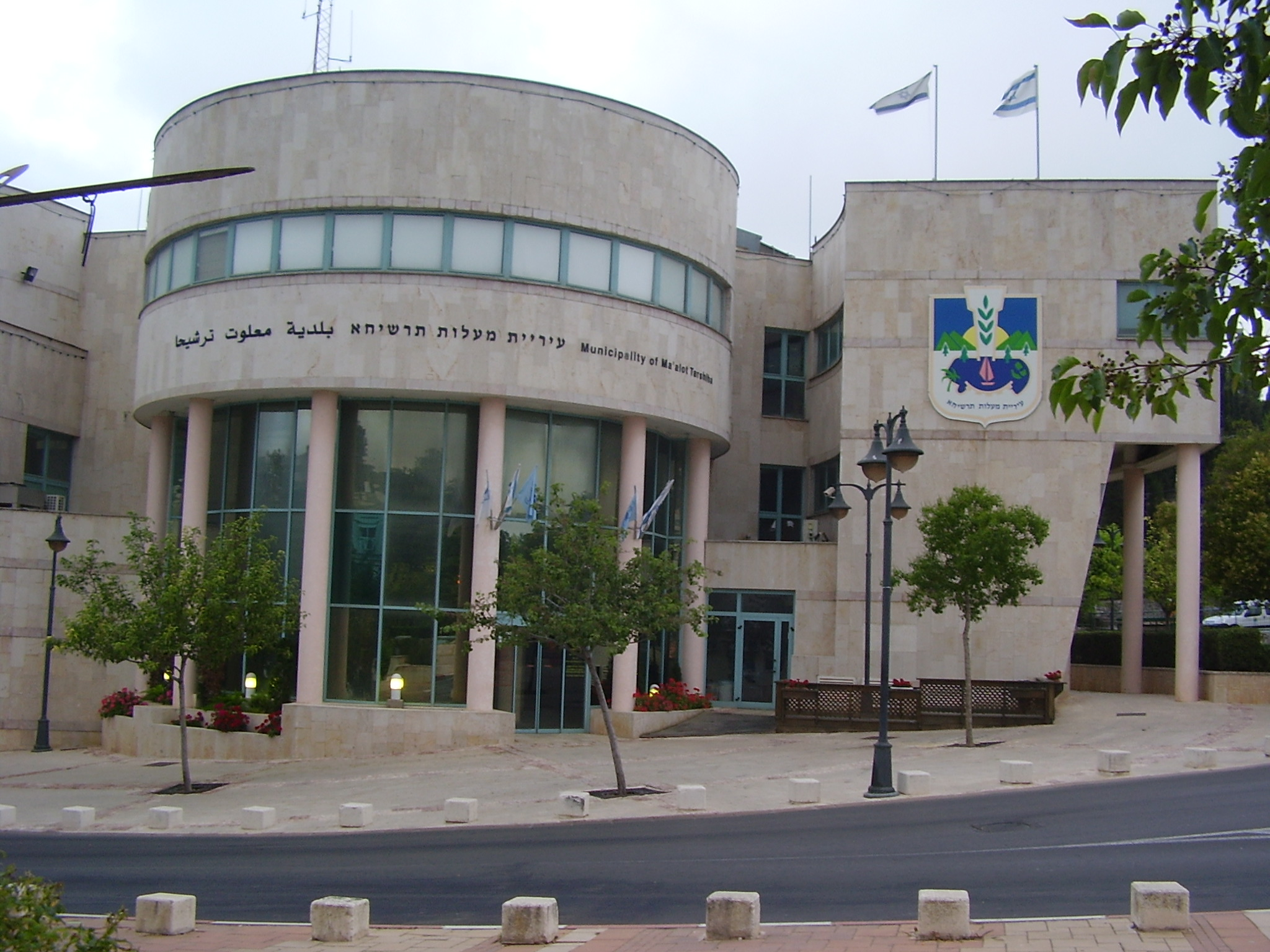
馬阿洛特塔希哈市政厅

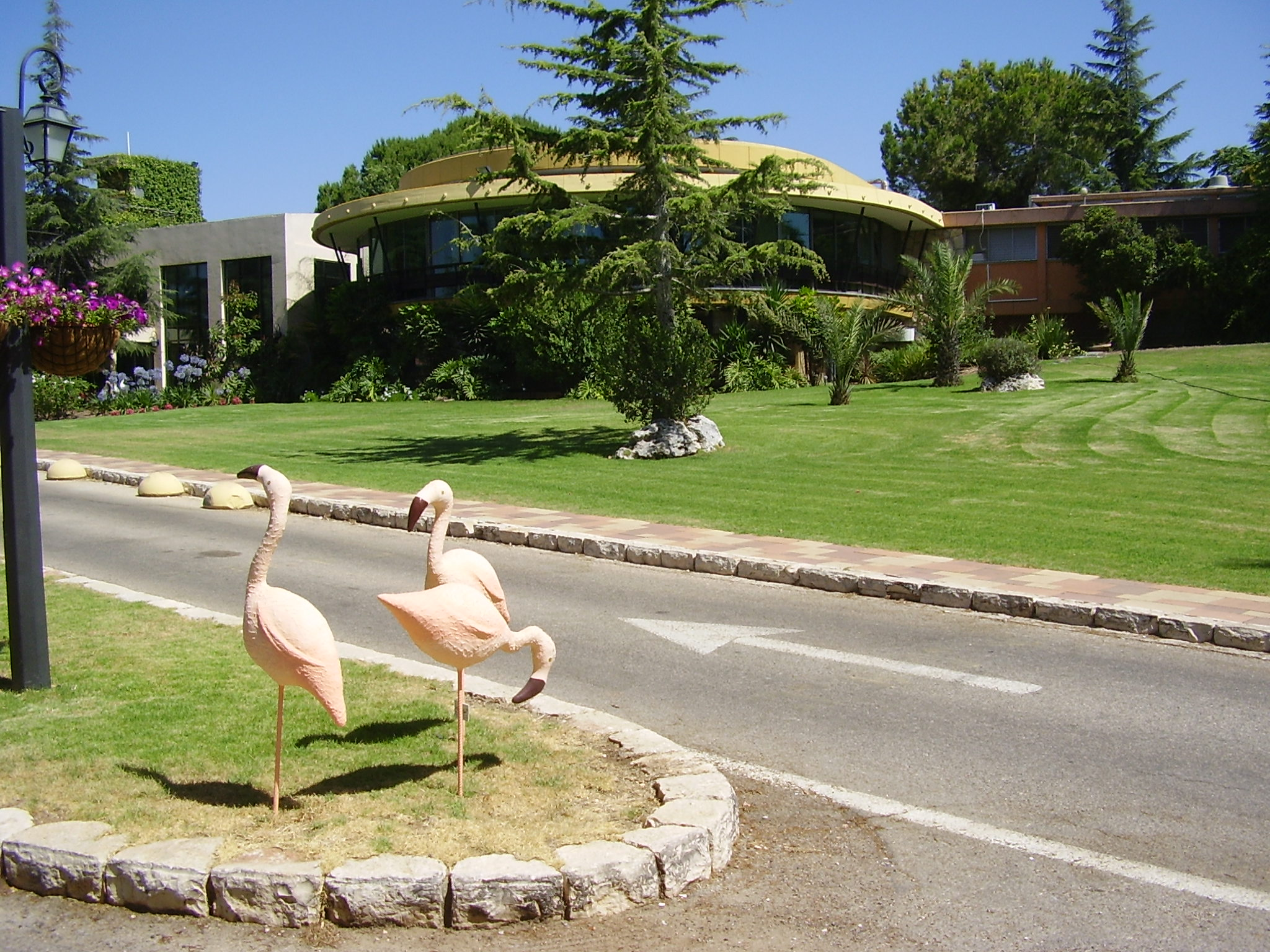
Ma'alot hotel

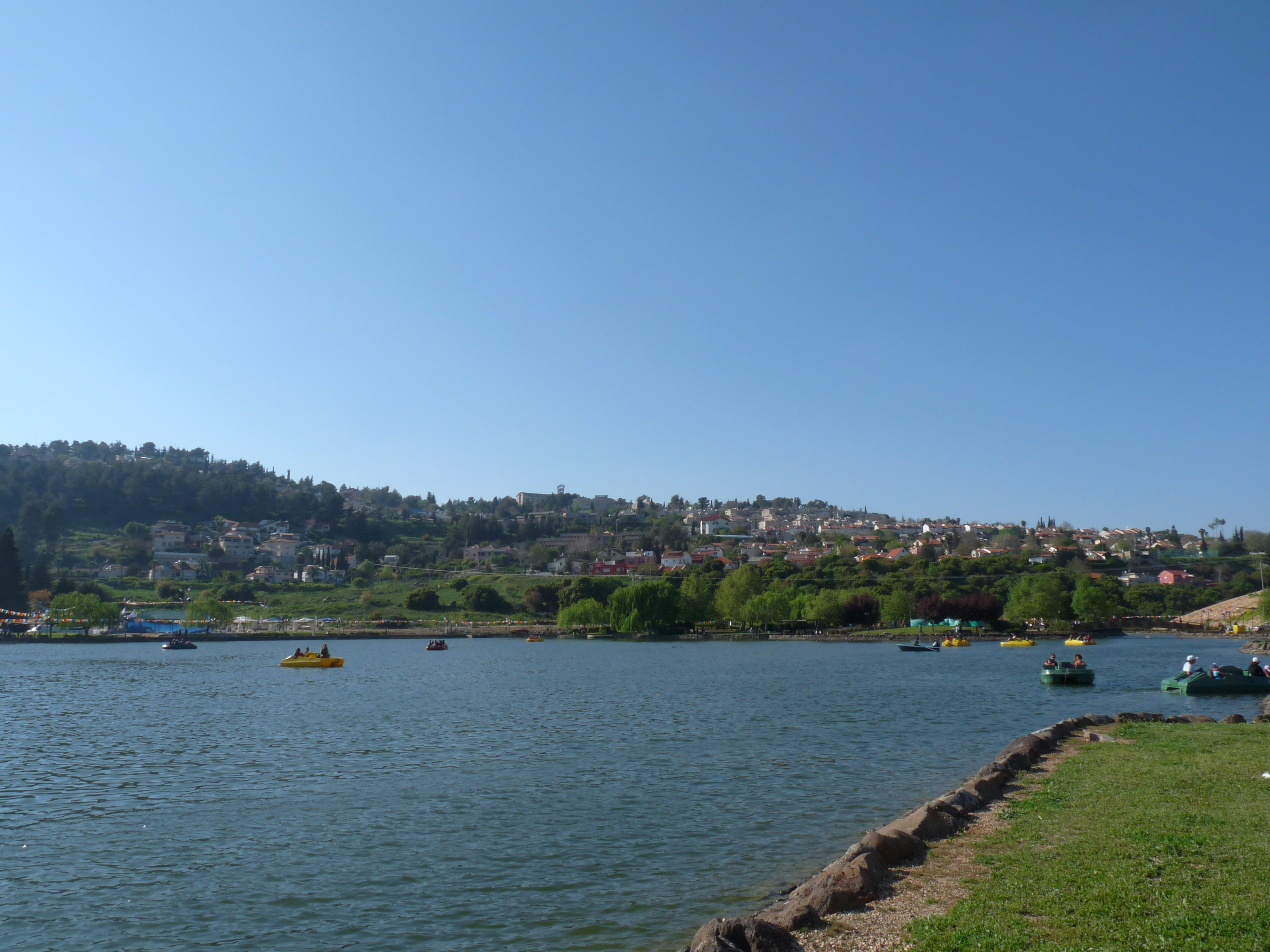
Monfort Lake, Ma'alot

馬阿洛特塔希哈是以色列的城市，位於該國北部，距離納哈里亞20公里，由北部區負責管轄，面積6.83平方公里，最高點海拔高度611米，2009年人口20,600。

## 外部連結
- Official city website